# Amor a la mexicana
Amor a la mexicana es el quinto álbum de estudio de la cantante mexicana Thalía, fue lanzado el 24 de junio de 1997 por el sello discográfico EMI Records. Grabado en los estudios Crescent Moon en Miami, Florida, con los productores Emilio Estefan, Kike Santander, Bernardo Ossa, Pablo Flores, Roberto Blades y Javier Garza, el álbum incluye una variedad de géneros como el pop latino, cumbia, salsa, samba y balada.
De este álbum se desprendieron varios sencillos. El primero, «Amor a la mexicana», se convirtió en uno de los mayores éxitos de Thalía a nivel internacional y en su carrera; a menudo es considerada como una de sus canciones insignia. Los siguientes sencillos, «Por amor» y «Mujer latina» también tuvieron un éxito considerable.
El 24 de junio de 1997 fue el lanzamiento mundial del álbum en más de 20 países: México, Argentina, Chile, el Perú, Paraguay, Venezuela, Guatemala, Colombia, entre muchos otros más. El 1 de julio del mismo año fue publicado en los Estados Unidos. El 19 de julio de 1997 el álbum debutó en el puesto n° 11 (Hot Shot Debut) del chart The Billboard Latin 50 de los Estados Unidos. Llegó al número seis en la lista Top Latin Albums y al número dos en Latin Pop Albums.
Amor a la mexicana recibió opiniones positivas de los críticos y tuvo un gran éxito comercial en Latinoamérica, los Estados Unidos, España, Francia, Portugal, Italia, Alemania, las Filipinas, y muchos otros países más. Según el periódico The New York Times, el álbum ha vendido más de 15 millones de copias en todo el mundo hasta 2003.

## Promoción
Thalía visitó muchos países para promocionar su álbum. Algunos de los países que recorrió fueron el Perú, Puerto Rico, Venezuela, Francia, las Filipinas, Bélgica, los Países Bajos, Ecuador, Argentina, Brasil, Chile, El Salvador, Bolivia, España, Uruguay, Paraguay, Indonesia, Colombia, Italia, Portugal, Alemania, México y los Estados Unidos. EMI invirtió 1,5 millones de dólares en la promoción del álbum. En España, las ventas del álbum aumentaron de 10,000 copias a 150,000 después de una visita de la cantante en el país donde apareció en varios anuncios de televisión. En Japón y China, el tema Mujer latina se apoderó del primer lugar en las radios. «Es tu amor» formó parte de la banda sonora de la película Ever After: A Cinderella Story (1998), mientras que «Echa pa'lante» fue incluida en la banda sonora de la película Dance with Me (1998).

## Otras ediciones
La edición europea y japonesa contienen los remixes de Amor a la mexicana, Por amor y Mujer latina, mientras que la edición brasileña incluye tres temas en portugués. En Hungría este álbum fue publicado como "Marimar: Amor a la mexicana" debido al éxito de la telenovela mexicana del mismo nombre protagonizada por Thalía, en dicho país. En Francia sucedió algo similar a Hungría, el álbum fue publicado bajo el nombre de "Por Amor" con una portada y diseño diferente a principios de 1998 esto debido al éxito del remix de "Amor a la mexicana", aquí el setlist sí varió al resto de los países europeos. En 2005, se lanzó una reedición en los Estados Unidos que contiene dos remixes de Amor a la mexicana, uno de Por Amor y uno más de Mujer latina.

## Sencillos
- Amor a la mexicana: La versión original fue lanzada como el primer sencillo del álbum, se convirtió en uno de los mayores éxitos internacionales de Thalía y es ampliamente reconocida como una de sus canciones insignia. En algunas ediciones del álbum se incluyó una versión remezclada llamada "Cuca's Fiesta Mix"; una versión de banda se incluyó en el álbum recopilatorio Thalía con banda: Grandes éxitos (2001). Las tres versiones tienen su propio video musical.
- Por amor: Lanzado como segundo sencillo del álbum, el video musical fue lanzado en dos versiones diferentes, dirigida por Gustavo Garzón, la versión original del álbum y la versión "Primera Vez Remix", ambas emitidas por primera vez a fines de 1997. Fue el 55.ª canción más reproducida en Rumanía en 1999.
- Mujer latina: Lanzado como tercer sencillo. En Europa fue lanzado como "Vengo, Vengo (Mujer Latina)". Tiene dos videos y fue dirigido por Gustavo Garzón. Los remixes oficiales de las canciones son: Zero Radio Mix (3:53); Euro Mix (3:11); Spirit Mix (3:38) y Zero Club Mix (6:23). La canción tuvo éxito en las estaciones de radio latinoamericanas y alcanzó el primer lugar en Chile. La canción alcanzó el número dos en Guatemala. El exjugador de rugby Kenny Logan interpretó una samba para Mujer Latina en la popular serie de televisión británica Strictly Come Dancing (serie 5) en 2007. El equipo de patinaje artístico de la Corea del Sur actuó con un popurrí de canciones, que incluía "Mujer Latina", en los Juegos Olímpicos de Invierno de 2018 en Pieonchang, Corea del Sur. En marzo de 2019, la cantante de música country Cliona Hagan bailó salsa con la canción en la semana 9 de Dancing with the Stars (serie irlandesa 3).
- Noches sin luna: Lanzado como cuarto sencillo del álbum a principios de 1998, en el CD brasileño, se incluyó una versión en portugués de la canción como bonus track. La canción fue muy popular en la radio.
- Ponle remedio: Lanzado en 1998 como quinto sencillo y presentado en programas de televisión y estaciones de radio como publicidad en México, Uruguay, Paraguay y Argentina.
- Es tu amor: Lanzado como sexto sencillo, fue incluido en la banda sonora de la película Ever After. Thalía presentó la canción en vivo durante los conciertos y actuó en varios eventos.
- De dónde soy: Fue lanzado como séptimo y último sencillo del álbum solo en España y Latinoamérica. También se lanzó una versión en portugués de la canción (De onde sou) y se incluyó en la edición brasileña del álbum.

Sencillos promocionales:
- Dicen por ahí: editado al mismo tiempo de "De dónde soy" como sencillo de radio promocional y físico. La canción fue interpretada en la telenovela Rosalinda (1999) de Thalía.

- Echa pa' lante: lanzado como segundo sencillo promocional del álbum, se incluyó una versión en inglés en la banda sonora de la película Dance with Me y la versión original se realizó en la telenovela Rosalinda de Thalía. La versión de la película es completamente diferente a la canción original, incluso cambiando su mensaje. La versión original, en este álbum, fue una canción de protesta política contra el partido PRI en las elecciones parlamentarias de México de 1997.

## Lista de canciones
| Edición estándar |                      |                                                               |          |  |
| N.º              | Título               | Escritor(es)                                                  | Duración |  |
| 1.               | «Por amor»           | Kike Santander                                                | 3:56     |  |
| 2.               | «Noches sin luna»    | Kike Santander · José Miguel Velásquez                        | 3:59     |  |
| 3.               | «Mujer latina»       | Kike Santander                                                | 3:38     |  |
| 4.               | «Amor a la mexicana» | Mario Pupparo                                                 | 4:25     |  |
| 5.               | «Rosas»              | Héctor Martínez · Mario Pupparo                               | 4:36     |  |
| 6.               | «Echa pa' lante»     | Emilio Estefan · Javier Garza · Pablo Flores · Roberto Blades | 3:52     |  |
| 7.               | «Ponle remedio»      | Roberto Blades                                                | 4:09     |  |
| 8.               | «Es tu amor»         | Kike Santander                                                | 4:38     |  |
| 9.               | «De dónde soy»       | César Lemos · Karla Aponte                                    | 3:57     |  |
| 10.              | «Dicen por ahí»      | Áureo Baqueiro                                                | 3:58     |  |

| Edición Brasil (Bonus Tracks) |                                    |                                        |          |  |
| N.º                           | Título                             | Escritor(es)                           | Duración |  |
| 11.                           | «Menino lindo» (Menina linda)      | Luciano Sotelino                       | 3:42     |  |
| 12.                           | «De onde sou» (De dónde soy)       | Cesar Lemos · Karla Aponte             | 3:58     |  |
| 13.                           | «Noites sem lua» (Noches sin luna) | Kike Santander · José Miguel Velásquez | 4:00     |  |

| Edición Europa y Japón (Bonus Tracks) |                                          |                |          |  |
| N.º                                   | Título                                   | Escritor(es)   | Duración |  |
| 11.                                   | «Amor a la mexicana» (Cuca's Fiesta Mix) | Mario Pupparo  | 6:44     |  |
| 12.                                   | «Por amor» (Primera Vez Remix)           | Kike Santander | 4:39     |  |
| 13.                                   | «Mujer latina» (Remix)                   | Kike Santander | 3:52     |  |

| Edición Francia (Por Amor) |                                          |                                                               |          |  |
| N.º                        | Título                                   | Escritor(es)                                                  | Duración |  |
| 1.                         | «Amor a la mexicana» (Cuca's Fiesta Mix) | Mario Pupparo                                                 | 6:44     |  |
| 2.                         | «Por amor»                               | Kike Santander                                                | 3:56     |  |
| 3.                         | «Piel morena» (Hitmakers Edit)           | Kike Santander                                                | 3:54     |  |
| 4.                         | «Noches sin luna»                        | Kike Santander · José Miguel Velásquez                        | 4:00     |  |
| 5.                         | «Mujer latina»                           | Kike Santander                                                | 3:38     |  |
| 6.                         | «Rosas»                                  | Héctor Martínez · Mario Pupparo                               | 4:39     |  |
| 7.                         | «Echa pa'lante»                          | Emilio Estefan · Javier Garza · Pablo Flores · Roberto Blades | 3:54     |  |
| 8.                         | «Ponle remedio»                          | Roberto Blades                                                | 4:09     |  |
| 9.                         | «Es tu amor»                             | Kike Santander                                                | 4:37     |  |
| 10.                        | «De dónde soy»                           | Cesar Lemos · Karla Aponte                                    | 3:58     |  |
| 11.                        | «Dicen por ahí»                          | Áureo Baqueiro                                                | 4:00     |  |
| 12.                        | «Amor a la mexicana»                     | Mario Pupparo                                                 | 4:26     |  |

| Edición Estados Unidos (Relanzamiento) (2005) |                                          |                |          |  |
| N.º                                           | Título                                   | Escritor(es)   | Duración |  |
| 11.                                           | «Amor a la mexicana» (Emilio Mix)        | Mario Pupparo  | 4:00     |  |
| 12.                                           | «Por amor» (Primera Vez Remix)           | Kike Santander | 4:39     |  |
| 13.                                           | «Mujer latina» (Remix España)            | Kike Santander | 3:52     |  |
| 14.                                           | «Amor a la mexicana» (Cuca's Fiesta Mix) | Mario Pupparo  | 6:44     |  |

## Listas musicales
| Lista (1997)                              | Mejor posición |
| ----------------------------------------- | -------------- |
| Argentine Albums (CAPIF)                  | 3              |
| Grecia International Albums (IFPI Greece) | 3              |
| Hungría (MAHASZ)                          | 4              |
| España Albums Chart (Promusicae)          | 22             |
| Estados Unidos (Top Latin Albums)         | 6              |
| Estados Unidos (Latin Pop Albums)         | 2              |

## Certificaciones
| País | Certificación      | Ventas   |
| --- | ------------------ | -------- |
| Argentina (CAPIF) | 2× Platino         | 120,000x |
| Chile | 3× Platino         | 70,000   |
| España | 2× Platino         | 200,000^ |
| Estados Unidos | 2× Platino (Latin) | 200,000^ |
| Grecia | Gold               | 10,000   |
| México | Oro                | 150,000  |
| Filipinas | Platinum           | 40,000   |
| *las cifras de ventas sobre la base de la certificación por sí sola ^cifras de envíos sobre la base de la certificación por sí sola xcifras no especificadas sobre base de la certificación por sí sola |                    |          |